# Guglielmo Pesenti
Pour les articles homonymes, voir Pesenti.
Guglielmo Pesenti (né le 18 décembre 1933 à Sedrina et mort le 12 juillet 2002 à Bergame) est un coureur cycliste italien.

## Biographie
Aux Jeux olympiques de 1956 à Melbourne, Guglielmo Pesenti a obtenu la médaille d'argent de la vitesse individuelle. Il est le fils d'Antonio Pesenti, vainqueur du Tour d'Italie 1932.

## Palmarès

### Jeux olympiques
- Melbourne 1956
  -  Médaillé d'argent de la vitesse individuelle

### Championnats du monde
- 1956
  -  Médaillé de bronze de la vitesse individuelle amateurs
- 1957
  -  Médaillé d'argent de la vitesse individuelle amateurs

### Autres compétitions
- Champion d'Italie de vitesse individuelle amateurs
- Grand Prix de Paris de vitesse amateurs
- Grand Prix de Copenhague de vitesse amateurs :1957